# Football Club Sporting Benevento 1997-1998
Questa voce raccoglie le informazioni riguardanti il Football Club Sporting Benevento nelle competizioni ufficiali della stagione 1997-1998.

## Rosa
| N. |                   | Ruolo | Calciatore               |
| -- | ----------------- | ----- | ------------------------ |
|    | Italia (bandiera) | P     | Andrea Armellini         |
|    | Italia (bandiera) | A     | Alessandro Foresta       |
|    | Italia (bandiera) | C     | Matteo Bombardini        |
|    | Italia (bandiera) | A     | Sandro Chiera            |
|    | Italia (bandiera) | C     | Roberto D'Ermilio        |
|    | Italia (bandiera) | C     | Domenico De Simone       |
|    | Italia (bandiera) | C     | Alessandro De Solda (II) |
|    | Italia (bandiera) | D     | Massimo De Solda (I)     |
|    | Italia (bandiera) | A     | Tiziano D'Isidoro        |
|    | Italia (bandiera) | D     | Carlo Frattani           |
|    | Italia (bandiera) | C     | Cisco Guida              |
|    | Italia (bandiera) | P     | Roberto Izzo             |

| N. |                   | Ruolo | Calciatore              |
| -- | ----------------- | ----- | ----------------------- |
|    | Italia (bandiera) | C     | Carlo Luisi             |
|    | Italia (bandiera) | D     | Vincenzo Maiuri         |
|    | Italia (bandiera) | D     | Osvaldo Mancini         |
|    | Italia (bandiera) | C     | Mario Massaro           |
|    | Italia (bandiera) | D     | Stefano Mastroianni     |
|    | Italia (bandiera) | A     | Francesco Passiatore    |
|    | Italia (bandiera) | D     | Giuseppe Angelo Petitto |
|    | Italia (bandiera) | D     | Nazario Pignotti        |
|    | Italia (bandiera) | C     | Giuseppe Sampino        |
|    | Italia (bandiera) | D     | Diego Toledo            |